# Музыка Ватикана
Ватикан (и ранее — Папская область) сыграли огромную роль в становлении и развитии канонов христианской музыки, в частности, григорианские песнопения, а также современной христианской музыки. Одной из важнейших музыкальных организаций Ватикана является хор Сикстинской капеллы, корни которого уходят глубоко в эпоху Средних веков (см. Schola cantorum). Хор Сикстинской капеллы сформировался в XV веке; состав «певчих» (которые также выполняли функции придворных композиторов) формировался как из местных музыкантов, так и выходцев из Франции, Фландрии, Испании и других европейских государств. Каноны григорианского пения регулярно пересматривались, в частности ведущим представителем Римской школы Дж.П. Палестриной, и это реформирование продолжается до настоящего времени. Большое распространение в Ватикане получила органная музыка.
После объединения Италии и ликвидации Папской области у пап значительно сократились возможности финансировать композиторов и музыкантов, но многие папы придавали вопросам музыки большое значение, в частности, Пий X и Пий XII издавали энциклики по этому вопросу. Многие современные композиторы и исполнители, такие как Джон Харбисон и Гилберт Левайн сотрудничают с Ватиканом. До 2006 года в Ватикане проводились Рождественские концерты, где выступали популярные музыканты, такие как Хосе Фелисиано, Уитни Хьюстон, Дайон Уорвик, Глория Гейнор и Би Би Кинг. В 2003 году Рождественский концерт ознаменовался скандалом в связи с заявлениями Лорин Хилл по поводу сексуальных домогательств в католической церкви.